# Référendum de 2017 sur l'autonomie de la Lombardie
Le référendum de 2017 sur l'autonomie de la Lombardie a lieu le 22 octobre 2017 dans la région de Lombardie, en Italie.
Le référendum n'est pas contraignant mais pourrait servir de base à de futures négociations entre le gouvernement italien et la Lombardie, car le gouvernement régional fera une demande au gouvernement central sur le transfert de davantage de compétences si le « oui » gagne. Selon Mario Bertolissi, professeur de droit et conseiller du gouvernement régional, le référendum aura « pouvoir constituant ». Certains opposants, ainsi que les autorités italiennes, le considèrent sans valeur. Le président de la Lombardie, Roberto Maroni, de même que Luca Zaia, président de la Vénétie, région voisine où un référendum similaire se tient le même jour, sont tous les deux membres de la Ligue du Nord, parti politique prônant l'autonomie de la Padanie.

## Résultats
| Choix                     | Votes     | %     |
| ------------------------- | --------- | ----- |
| Pour                      | 2 882 531 | 96,02 |
| Contre                    | 119 420   | 3,98  |
|                           |           |       |
| Votes valides             | 3 001 951 | 99,23 |
| Votes blancs et invalides | 23 151    | 0,77  |
| Total                     | 3 025 102 | 100   |
| Abstention                | 4 871 954 | 61,69 |
| Inscrits/Participation    | 7 897 056 | 38,31 |

## Réactions politiques
- Italie : Paolo Gentiloni se dit prêt à « discuter dans les limites des lois et de la Constitution » à une plus grande autonomie de la région[6].